# Trofeo Laigueglia 2006
Il Trofeo Laigueglia 2006, quarantatreesima edizione della corsa e valida come evento dell'UCI Europe Tour 2006 categoria 1.1, fu disputata il 14 febbraio 2006, su un percorso di 183,3 km. Fu vinta dall'italiano Alessandro Ballan, al traguardo con il tempo di 4h33'15" alla media di 40,249 km/h.
Partenza a Laigueglia con 184 ciclisti, di cui 53 portarono a termine il percorso.

## Ordine d'arrivo (Top 10)
| Pos. | Corridore            | Squadra         | Tempo    |
| ---- | -------------------- | --------------- | -------- |
| 1    | Alessandro Ballan    | Lampre          | 4h33'15" |
| 2    | Steven Cummings      | Landbouwkrediet | s.t.     |
| 3    | Rinaldo Nocentini    | Acqua & Sapone  | s.t.     |
| 4    | Giovanni Visconti    | Team Milram     | s.t.     |
| 5    | Pietro Caucchioli    | Crédit Agricole | s.t.     |
| 6    | Leonardo Bertagnolli | Cofidis         | a 16"    |
| 7    | Giampaolo Cheula     | Barloworld      | a 1'06"  |
| 8    | Mirko Celestino      | Team Milram     | s.t.     |
| 9    | Giuliano Figueras    | Lampre          | s.t.     |
| 10   | Paolo Bettini        | Quick Step      | s.t.     |